# 유리성 (영화)
《유리성》(영어: The Glass Castle)은 2017년 8월 개봉한 미국의 드라마 영화로, 저넷 월스의 동명 회고록을 기반으로 그녀의 생애를 그려내는 전기 영화이다. 데스틴 대니얼 크레튼 감독이 연출하고 브리 라슨이 주인공 저넷 월스를 연기한다. 이외에 나오미 와츠, 우디 해럴슨, 맥스 그린필드, 세라 스눅이 주변인물들을 연기한다.

## 출연진
- 브리 라슨 - 저넷 월스
  - 엘라 엔더슨 - 10세 저넷
  - 챈들러 헤드 - 5세 저넷
- 나오미 와츠 - 로즈 메리 월스
- 우디 해럴슨 - 렉스 월스
- 맥스 그린필드 - 에릭 골드버그
- 세라 스눅 - 로리 월스
  - 올리비아 케이트 라이스 - 7세 로리
  - 세이디 싱크 - 12세 로리